# املاچ
املاچ (به آلمانی: Amlach) یک سکونتگاه مسکونی در اتریش است که در Lienz District واقع شده‌است.

## خصوصیات
املاچ ۲۲٫۴۹ کیلومترمربع مساحت دارد ۶۸۹ متر بالاتر از سطح دریا واقع شده‌است.